# Powiat Legnicki
Der Powiat Legnicki ist ein Powiat (Kreis) in der Woiwodschaft Niederschlesien in Polen. Der Powiat hat eine Fläche von 745 km², auf der etwas mehr als 55.000 Einwohner leben. Verwaltungssitz ist das zentral gelegene, jedoch nicht zum Powiat gehörende Legnica (Liegnitz).

## Gemeinden
Der Powiat umfasst acht Gemeinden:
eine Stadtgemeinde:
- Chojnów (Haynau)

eine Stadt-und-Land-Gemeinde:
- Prochowice (Parchwitz)

und sechs Landgemeinden:
- Chojnów (Haynau)
- Krotoszyce (Kroitsch)
- Kunice (Kunitz)
- Legnickie Pole (Wahlstatt)
- Miłkowice (Arnsdorf)
- Ruja (Royn)